# Духовниче
Духо́вниче — село в Україні, у Чупахівській селищній громаді Охтирського району Сумської області. Населення становить 106 осіб. 
До 25 жовтня 2020 року орган місцевого самоврядування — Лантратівська сільська рада.
З листопада 2020 року - село Чупахівської селищної ОТГ. 

## Географія
Село Духовниче розташоване на відстані до 2 км від сіл Молодецьке, Качанівка і Щоми(Жовтневе). До села примикають невеликі лісові масиви.
В селі розташована ботанічна пам'ятка природи «Духовичанські дуби».